# Carlia rostralis
Carlia rostralis (райдужний сцинк чорногорлий) — вид сцинкоподібних ящірок родини сцинкових (Scincidae). Ендемік Австралії.

## Поширення і екологія
Чорногорлі райдужні сцинки мешкають на північному сході штату Квінсленд, від Таунсвілля до Куктауна, зокрема на прибережних островах. Вони живуть на сонячних галявинах тропічних лісів, серед опалого листя, на узліссях, в заростях на берегах струмків і в людських поселеннях.